# Rhizanthella slateri
Rhizanthella slateri är en orkidéart som först beskrevs av Herman Montague Rucker Rupp, och fick sitt nu gällande namn av Mark Alwin Clements och Phillip James Cribb. Rhizanthella slateri ingår i släktet Rhizanthella och familjen orkidéer. Inga underarter finns listade i Catalogue of Life.